# James Bryant Conant
James Bryant Conant (n. 26 martie 1893, Dorchester⁠(d), Comitatul Suffolk, Massachusetts, SUA – d. 11 februarie 1978, Hanover⁠(d), New Hampshire, SUA) a fost un chimist american, președinte al Universității Harvard și primul ambasador al Statelor Unite în Germania de Vest. Printre temele de cercetare se numără studiul structurii fizice a unor produși naturali, în special al clorofilei și explorarea reacției dintre echilibrul chimic și viteza de reacție a proceselor chimice. A studiat și biochimia oxihemoglobinei, a ajutat la explicarea structurii clorofilei și a contribuit la definitivarea teoriilor din chimia acido-bazică.
În 1953 a fost numit înalt comisar pentru Republica Federală Germania, iar în 1955 a devenit ambasador.